# Goniastrea ramosa
Goniastrea ramosa är en korallart som beskrevs av Veron 2002. Goniastrea ramosa ingår i släktet Goniastrea och familjen Faviidae. IUCN kategoriserar arten globalt som sårbar. Inga underarter finns listade i Catalogue of Life.